# Johann Baldovius

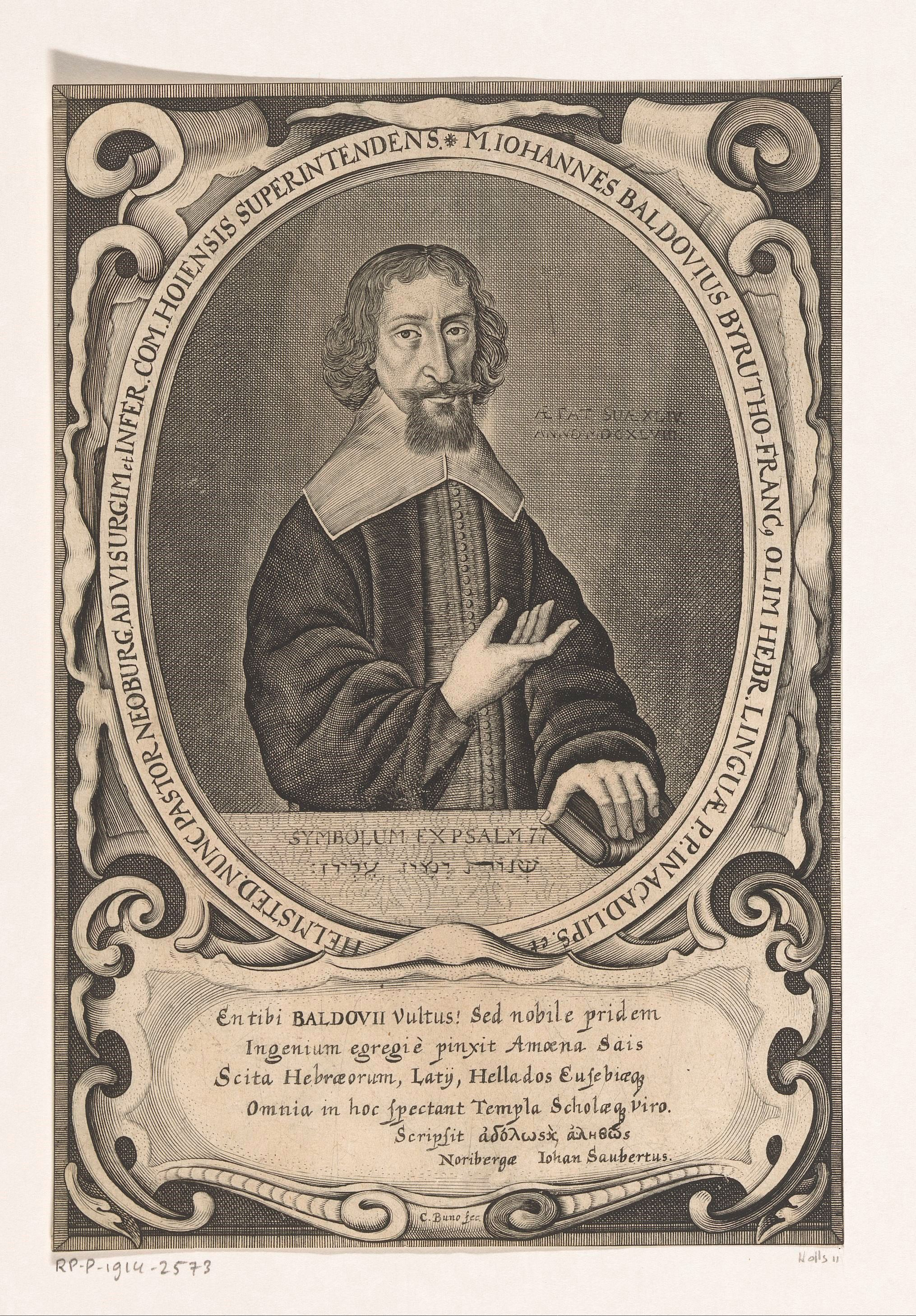
Johann Baldovius

Johann Baldovius (* 1604 in Kulmbach; † 1. November 1662 in Nienburg) war ein deutscher lutherischer Theologe.

## Leben
Johann Baldovius wurde 1604 in Kulmbach geboren und besuchte eine Schule in Heilbronn. Seit 1629 studierte er an der Universität Helmstedt und wechselte dann an die Universität Wittenberg. 1633 verlieh ihm diese Universität den Grad eines Magister artium. Im Jahr darauf ernannte sie ihn zum Magister legens. Zum Theologie- und Orientalistik-Studium bezog er 1634 die Universität Leipzig.
Von 1637 bis 1640 lehrte Baldovius am Leipziger kleinen Fürstenkolleg. Außerdem verheiratete er sich 1639 mit Emerentia Gosky, einer Tochter des Barockdichters und Mediziners Martin Gosky. Der Ehe entstammten mehrere Kinder. 1638 und 1639 war er ordentlicher Hebräischprofessor an der theologischen Fakultät Leipzig. Die Universität Helmstedt berief ihn 1639 zum ordentlichen Professor. Ferner wirkte er seit 1643 als Superintendent in Hoya und war Pfarrer in Nienburg.
Im November 1662 verstarb Baldovius in Nienburg.

## Werke
- De causis earumque divisione in genere. Leipzig 1636.
- Disputatio Physica De Natura. Ritzsch, Leipzig 1637. (Digitalisat)
- Elementale Hebraeum. M. Johannis Baldovii Byrutho-Franci Hebraeae Lingvae Professoris Publici in Universitate Lipsiensi Elementale Hebraeum. Pro Tyronibus conscriptum. Köler, Leipzig 1638. (Digitalisat)
- Oratio Inauguralis, De Johannis Buxtorfii laboribus, quos potissimum in Concordantiis Hebraicis exantlavit atque De Earundem Usu Et Perfectione. Lucius, Helmstedt 1639. (Digitalisat)
- Nienburgische Huldigungs-Predigt : Als Der Durchleuchtige Hochgeborne Fürst und Herr/ Herr Christian-Ludwig/ Hertzog zu Braunschweig und Luneburg Die Erb-Huldigung Von der Löblichen Ritterschafft der Niedern Grafschafft Hoya/ Von der lieben Stadt Nienburg und von denen sämptlichen Unterthanen auff dem Land im Ampt Nienburg und Liebenaw einnehmen lassen. Bismarck, Wolfenbüttel 1653. (Digitalisat)